# Francesc Navarro i López
Francesc Navarro i López (Barcelona, 1933 - Barcelona, 1 de juliol de 2019) va ser un metge català, especialitzat en cardiologia. El 1956 es llicencià en medicina a la Universitat de Barcelona, on es va doctorar el 1964 amb Premi Extraordinari. Especialitzat en medicina interna i cardiologia, va ampliar estudis a l'Hospital E. Herriot de Lió (1958) i a l'Hospital Boucicaut de París (1959). De 1959 a 1962 fou metge resident a l'Institut de Cardiologia de Mèxic, i de 1962 a 1963 s'especialitzà en tècniques de cateterisme cardíac a la Universitat de Chicago.
Tornat a Espanya, el 1964 fou nomenat cap del servei de Cardiologia i Director Mèdic de l'Hospital General d'Astúries, càrrec que deixà el 1972 quan fou nomenat cap del servei de Cardiologia i Unitat Coronària de l'Hospital Clínic de Barcelona fins a la seva jubilació el 1998. Sota la seva direcció es van integrar les unitats clíniques, la Unitat Coronària i els Laboratoris de Cateterisme Cardíac i d'Electrofisiologia. Simultanejà la seva tasca professional amb la de professor de cardiologia a la Universitat de Barcelona, de la que en fou professor titular el 1985 i catedràtic el 1988. De 1988 a 1991 també fou degà de la Facultat de Medicina i des de 2004 professor emèrit.
De 1974 a 1976 ha estat president de la Societat Catalana de Cardiologia, de 1991 a 1993 president de la Societat Espanyola de Cardiologia i de 1994 a 1996 vicepresident de la Societat Europea de Cardiologia. També és membre de les Societats de Cardiologia de Portugal, República Dominicana i EUA. De 1991 a 1993 fou president de la Comissió Nacional de Cardiologia del Ministeri de Sanitat d'Espanya i el 1995 membre de l'Alt Consell Consultiu de la Generalitat Valenciana.
Destaquen els seus estudis sobre l'Infart de miocardi, les arrítmies cardíaques, les miocardiopaties, la compressió sistòlica de les artèries coronàries com a mecanisme d'isquèmia, l'origen de la miocardiopatia alcohòlica i els estudis sobre els mecanismes moleculars i cel·lulars de la miocardiopatia hipertròfica, entre d'altres.
Ha rebut el Premi Josep Trueta de l'Reial Acadèmia de Medicina de Catalunya (1989); el Premi Rei Jaime I de Medicina Clínica de la Generalitat de València (1994), la Medalla Narcís Monturiol al Mèrit Científic i Tecnològic de la Generalitat de Catalunya (1995) i la Medalla de Plata de la Societat Europea de Cardiologia (1996).

## Obres
- The Complexity of Mechanisms in Ventricular Tachycardia a PACE.